# Alvaradoia
Alvaradoia ist eine Gattung von Schmetterlingen aus der Familie der Eulenfalter (Noctuidae). Die Typusart der Gattung ist Alvaradoia numerica (Boisduval, 1840).

## Merkmale
Die Flügelspannweite der Falter variiert zwischen 18 und 30 Millimetern. Die Grundfarbe der Vorderflügel zeigt hellbraune bis kastanienbraune Tönungen. Die Querlinien sowie die Wellen- und Saumlinie sind weiß und heben sich deutlich vom Untergrund ab, sind aber bei den unterschiedlichen Arten verschieden stark ausgeprägt. Ring- und Nierenmakel sind schwarzbraun und weiß umrandet. Die Fransen auf den Vorderflügeln sind abwechselnd braun und weiß gescheckt. Die zeichnungslosen Hinterflügel sind graubraun. Das Abdomen ist sehr schmal.

## Arten
Zur Gattung Alvaradoia gehören derzeit vier Arten, von denen auch zwei Arten in Europa vorkommen. In Deutschland ist die Gattung nicht vertreten.
- Alvaradoia deserti (Oberthür, 1918) in Nordwestafrika
- Alvaradoia disjecta (Rothschild, 1920), im Osten Spaniens und in Südfrankreich
- Alvaradoia numerica (Boisduval), 1840, auf Korsika und Sardinien
- Alvaradoia ornatula (Christoph, 1887) im Westen Turkmenistans